# Critonia heteroneura
Critonia heteroneura là một loài thực vật có hoa trong họ Cúc. Loài này được Ernst mô tả khoa học đầu tiên năm 1874.